# Karl Benjamin Acoluth
Karl Benjamin Acoluth, zeitgenössisch Carl Benjamin Acoluth, (* 2. Juli 1726 in Pirna; † 29. Dezember 1800 in Budissin) war ein deutscher Jurist und Schriftsteller.

## Leben
Der Sohn des Doktor der Medizin und späteren praktischen Arztes und Apothekers in Zittau Johann Karl Acoluth hatte das Gymnasium in Zittau besucht und sich am 7. Oktober 1746 an der Universität Wittenberg immatrikuliert. Hier hatte er anfänglich philosophische und theologische Studien betrieben und erwarb sich 1748 den akademischen Grad eines Magisters der Philosophie. Nachdem er sich 1750 kurz an der Universität Leipzig aufgehalten hatte, kehrte er noch im selben Jahr an die Universität Wittenberg zurück, wurde dort 1754 Adjunkt der philosophischen Fakultät, Bibliothekar der Universitätsbibliothek und im selben Jahr Mitglied der kurmainzischen Akademie nützlicher Wissenschaften, in der philosophischen Klasse. Danach begann er sich verstärkt mit den Rechtswissenschaften zu beschäftigen und promovierte 1757 in Wittenberg zum Doktor der Rechte. Anschließend zog er nach Budissin, wo er als Rechtskonsulent lebte und später Oberamtsadvokat wurde. In seinem Besitz befand sich das Gut Semmichau bei Göda.
Sein Bruder war der Apotheker zu Zittau Karl Christian Acoluth (* 1729 in Pirna; † 1776). Der Orientalist und Sprachforscher Andreas Acoluth war sein Großvater. Der Mediziner Johann Acoluth war sein Großonkel.

## Werke
- Diss. de electione Henrici VII in Rergem Romanorum. Wittenberg 1752
- Diss. de haereticis Halensibus. Wittenberg 1752
- Diss. de affensu universsali infirmo innatarum idearum fundamento. Wittenberg 1754
- De Luthero non ex ignorantia dogmatum Romanorum laborante contra triumphum a Quirino iactitantem, Praefatio vid. I. C. laenichen Caussae a Luthero susceptae reformationis. Wittenberg 1755
- Diss. de origine et fundamnto dominii ex jure naturae. Wittenberg 1756
- Diss. inaug de coniunctione legatoriorum ad §. VIII. institut. de legatis. Wittenberg 1757
- Ode, qua Benj. Acoluthum ICtum - S. R. M. a consiliis bellicis sanctioribusque pie dolet. Zittau 1759
- Anmerkungen über das Bierbrauen. Bautzen 1771